# Seni devant le corps de Wallenstein
Seni devant le corps de Wallenstein est un tableau peint par Karl von Piloty en 1855. Il met en scène l'astrologue Giovanni Battista Seni (de) face au corps du chef de guerre Wallenstein.
Il est conservé au Neue Pinakothek à Munich. En 2014, il est prêté au Musée des beaux-arts de Lyon dans le cadre de l'exposition L'invention du Passé. Histoires de cœur et d'épée 1802-1850.